# Сілвіу Мануел Перейра
Сілвіу Мануел ді Азеведу Феррейра Са Перейра (порт. Sílvio Manuel de Azevedo Ferreira Sá Pereira; нар. 28 вересня 1987, Лісабон) — португальський футболіст, правий захисник клубу «Віторія» (Гімарайнш).

## Кар'єра
Сілвіу вихованець клубу «Бенфіка», куди він прийшов у 13 років. У цьому клубі футболіст, який за словами тодішнього тренера гравця «був худою дитиною, невисокого зросту, але дуже добре грав обома ногами», виступав на всіх позиціях, частіше — ліворуч в обороні, але за потреби і на позиції під нападниками. Пройшовши юнацькі команди «Бенфіки» аж до 19 років, Сілвіу був визнаний безперспективним і вимушено перейшов до клубу «Атлетіко Касен» третього португальського дивізіону. Там він провів один сезон і перейшов до «Одівелаша» другого дивізіону. У матчі Кубка Португалії проти клубу «Ріу Аве», Сілвіу вразив керівництво цієї команди. По закінченні сезону він підписав контракт з «Ріу». Дебютний матч за клуб захисник провів проти «Бенфіки»; гра завершилася внічию 1:1. Загалом у складі «Ріу Аве» футболіст провів два сезони, зігравши в 57 іграх.
Влітку 2010 року він перейшов до «Браги», що шукала лівого захисника. Проте в команді футболіст мусів грати і на позиції праворуч в обороні. Перший гол за клуб захисник забив у ворота «Марітіму», принісши перемогу своїй команді з рахунком 1:0. Восени молодим португальцем зацікавився російський клуб ЦСКА. Захисник «Браги» переходить до «Атлетіко».

## Міжнародна кар'єра
2010 року Сілвіу дебютував у складі збірної Португалії у товариській грі проти Норвегії, в якій його команда перемогла 1:0.

## Статистика виступів

### За клуб
Станом на матч, що відбувся 29 червня 2017
| Клуб                    | Сезон        | Домашня ліга | Домашня ліга | Домашній кубок | Домашній кубок | Кубок ліги | Кубок ліги | Європа | Європа | Інші | Інші | Загалом | Загалом |
| Клуб                    | Сезон        | Ігри         | Голи         | Ігри           | Голи           | Ігри       | Голи       | Ігри   | Голи   | Ігри | Голи | Ігри    | Голи    |
| ----------------------- | ------------ | ------------ | ------------ | -------------- | -------------- | ---------- | ---------- | ------ | ------ | ---- | ---- | ------- | ------- |
| Одівелас                | 2007–2008    | 31           | 0            | —              | —              | —          | —          | —      | —      | —    | —    | 31      | 0       |
| Одівелас                | Загалом      | 31           | 0            | —              | —              | —          | —          | —      | —      | —    | —    | 31      | 0       |
| Ріу Аве                 | 2008–2009    | 18           | 0            | 0              | 0              | 0          | 0          | —      | —      | —    | —    | 18      | 0       |
| Ріу Аве                 | 2009–2010    | 27           | 0            | 0              | 0              | 0          | 0          | —      | —      | —    | —    | 27      | 0       |
| Ріу Аве                 | Загалом      | 45           | 0            | 0              | 0              | 0          | 0          | —      | —      | —    | —    | 45      | 0       |
| Брага                   | 2010–2011    | 20           | 1            | 1              | 0              | 1          | 0          | 16     | 0      | —    | —    | 38      | 1       |
| Брага                   | Загалом      | 20           | 1            | 1              | 0              | 1          | 0          | 16     | 0      | —    | —    | 38      | 1       |
| Атлетіко (Мадрид)       | 2011–2012    | 9            | 0            | 0              | 0              | —          | —          | 5      | 0      | —    | —    | 14      | 0       |
| Атлетіко (Мадрид)       | 2012–2013    | 1            | 0            | 2              | 0              | —          | —          | 4      | 0      | —    | —    | 7       | 0       |
| Атлетіко (Мадрид)       | Загалом      | 10           | 0            | 2              | 0              | —          | —          | 9      | 0      | —    | —    | 21      | 0       |
| Депортіво (оренда)      | 2012–2013    | 17           | 2            | 0              | 0              | —          | —          | —      | —      | —    | —    | 17      | 2       |
| Депортіво (оренда)      | Загалом      | 17           | 2            | 0              | 0              | —          | —          | —      | —      | —    | —    | 17      | 2       |
| Бенфіка (оренда)        | 2013–2014    | 8            | 0            | 3              | 0              | 3          | 0          | 6      | 0      | —    | —    | 20      | 0       |
| Бенфіка (оренда)        | 2014–2015    | 1            | 0            | 0              | 0              | 3          | 0          | 0      | 0      | 0    | 0    | 4       | 0       |
| Бенфіка (оренда)        | 2015–2016    | 4            | 0            | 1              | 0              | 4          | 0          | 3      | 0      | 1    | 0    | 13      | 0       |
| Бенфіка (оренда)        | Загалом      | 13           | 0            | 4              | 0              | 10         | 0          | 9      | 0      | 1    | 0    | 37      | 0       |
| Вулвергемптон Вондерерз | 2016–2017    | 4            | 0            | 0              | 0              | 1          | 0          | —      | —      | —    | —    | 5       | 0       |
| Вулвергемптон Вондерерз | Загалом      | 4            | 0            | 0              | 0              | 1          | 0          | —      | —      | —    | —    | 5       | 0       |
| Career Total            | Career Total | 140          | 3            | 7              | 0              | 12         | 0          | 34     | 0      | 1    | 0    | 194     | 3       |

### За збірну
Станом на матч, що відбувся 14 серпня 2013
| Національна збірна | Рік     | Ігри | Голи |
| ------------------ | ------- | ---- | ---- |
| Португалія         | 2010    | 1    | 0    |
| Португалія         | 2011    | 4    | 0    |
| Португалія         | 2012    | 1    | 0    |
| Португалія         | 2013    | 2    | 0    |
| Загалом            | Загалом | 8    | 0    |

## Досягнення
«Атлетіко Мадрид»
- Переможець Ліги Європи: 2011–2012
- Володар Суперкубка УЄФА: 2012

«Бенфіка»
- Чемпіон Португалії (3): 2013–2014 2014–2015, 2015–2016
- Володар Кубка Португалії: 2013/14
- Володар Кубка Португальської ліги (2): 2013/14, 2014/15